# Melungtse
Melungtse, tibetanska Jobo Garu, kinesiska  乔格茹峰, pinyin Qiáogérú Fēng, är det högsta berget i bergskedjan Rolwaling Himal, i Himalaya,  i Tibet. Toppen ligger på 7 181 meter över havet.
Toppen har en lång bergsrygg i östvästlig riktning, med huvudtoppen i öst och en västlig topp, som är bara något lägre. Den går under namnet Melungtse II och är 7023 meter hög. 

## Beskrivning
Melungtse ligger strax norr om Nepal, i Tibet och därmed i Kina, på den västra utlöparen av Rolwaling Himal. Det ligger i Tingris härad Shigatse prefektur. Närmast belägna berg är förutom tvillingtoppen Melungtse II Kang Nagchugo, Pangbuk Ri, Guarishankar (7134 m), Gauri Sankar, Drangnag Ri och Takargo, med stigande avstånd. Avståndet till Mount Everest är ungefär 40 km i östlig riktning.

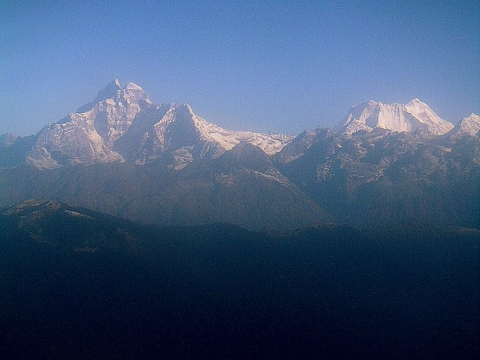
Melungtse till höger och Gauri Sankar till vänster.

Berget är avrinningsområde till Ganges och därigenom till Bengaliska viken.

## Klättringshistorik
Den första västerländska expeditionen i området leddes av den engelske bergsbestigaren Eric Shipton 1951 under ”1951 British Mount Everest reconnaissance expedition” och hade som mål att hitta möjliga vägar via Rolwaling Himal för att bestiga Mount Everest från Nepal. Expeditionen bestod förutom av Shipton som ledare av Edmund Hillary, Earle Riddiford, Michael Ward, Tom Bourdillon och W. H. Murray. Det var denna expedition som döpte bergen till Melungtse efter floden med samma namn, som avvattnar området.
Melungtse var inte tillåtet att bestiga förrän i mitten av 1985-talet. Det första försöket gjordes emellertid redan i oktober 1982. Det var Bill Denz som gjorde ett försök via sydostryggen. Detta skedde året efter att han soloklättrat Kusum Kanguru och blivit först med att nå den bergstoppen. Han tvingades emellertid avbryta detta toppförsök och vända om.
1987 och 1988 ledde den brittiske klättraren Chris Bonington två expeditioner till Melungtse. Vid den andra expeditionen lyckades Andy Fanshawe och Alan Hinkes bestiga västtoppen, Melungtse II, men avstod från att bestiga huvudtoppen. Ett annat försök 1990 skedde vid östkammen, men fick avbryta en god bit från toppen.
Den första toppbestigningen av Melungtse kom därför att dröja till 1992. Det var de slovenska klättrarna Marko Prezelj och Andrej Stremfelj som tog sig upp längs den riskabla 2000 meter höga sydostväggen. 
I övrigt finns dokumenterat ett enda misslyckat toppförsök, 1999, vid den nordliga klippväggen.